# E847号線
E847号線 (E847ごうせん、英: European route E847) は、欧州自動車道路のBクラス幹線道路。全線がイタリアにあり、シチニャーノ・デッリ・アルブルニ – ベルナルダを結ぶ。

## 経路
- イタリア
  - E45号線 – シチニャーノ・デッリ・アルブルニ
  - E90号線 – メタポント（イタリア語版）(ベルナルダの分離集落)